# Raspenava (nádraží)
Raspenava je název železniční stanice ve stejnojmenném městě v Libereckém kraji. Stanice je mezilehlá na trati Liberec–Zawidów. Zároveň je koncová na trati Raspenava – Bílý Potok pod Smrkem.
Vláda České republiky na svém zasedání konaném 8. října 2014 schválila návrh investic, podle kterého měly raspenavská stanice spolu s frýdlantskou projít modernizací za částku 400 milionů korun českých. Úpravy byly realizovány v období od 2. srpna 2016 do 1. září 2017, kdy došlo v obou železničních stanicích k výměně železničního spodku i svršku a změněn doznala i konfigurace kolejiště a poloha nástupišť. Zabezpečením prošlo rovněž sedmnáct křížení železnice s pozemními komunikacemi, kde před úpravou musely vlaky snižovat svou jízdní rychlost.

## Popis stanice
Vpravo od staniční budovy se nachází nejdříve kusá manipulační kolej č. 2b, která je zapojena do frýdlantského zhlaví. Následují dopravní koleje č. 1 (hlavní), 3 a 5, u všech jsou vybudována úrovňová nástupiště. Vlevo od nástupišť pak z koleje č. 1 ještě odbočuje kusá manipulační kolej č. 2a. Ze všech kolejí mohou vlaky odjet ve směru do stanic Frýdlant v Čechách a Mníšek u Liberce, směrem do Bílého Potoka pod Smrkem lze odjet pouze z kolejí č. 1 a 3.

## Turistické trasy
Východním směrem u staniční budovy je rozcestník turistických tras, odkud vede žlutá turistická značka k rozcestí nazvanému „Raspenava – bus“, jež je výchozím bodem pro turistické trasy:
- zelenou vedoucí na frýdlantský zámek
- žlutou vedoucí do Pekla
- zelenou vedoucí do Lužce